# Everything Everything
Everything Everything — английская инди-рок группа из Манчестера, образованная в 2007 году. На данный момент группа выпустила пять альбомов — Man Alive (2010), Arc (2013), Get To Heaven (2015), A Fever Dream (2017), и Raw Data Feel (2022) — и была тепло принята критиками.

## История группы

### Становление и первые синглы
Трое музыкантов — Джонатан Хиггс (вокал, клавишные и гитара), Майкл Спирмен (барабаны, бэк-вокал) и Алекс Нивел (бэк-вокал, гитары) — впервые встретились в старшей школе в Хексеме, где они играли вместе. Затем Хиггс пошёл учиться в университет Сэлфорда и познакомился там с Джереми Притчердом, по завершении обучения друзья решили основать музыкальную группу.
Коллектив начал выступать в 2007 году. Ребята взяли своё название от первых двух строк песни Radiohead «Everything In Its Right Place» из альбома Kid A. Притчерд так говорил о том времени: «Мы тогда были больше панками, было больше гитар без синтезаторов вовсе. Так было легче играть концерты, но в планах всегда было разнообразить звучание».
Группа быстро заполучила внимание продюсеров, и 1 декабря 2008 года на лейбле XL Recordings вышла песня «Suffragette Suffragette», затем последовала песня «Photoshop Handsome». В 2009 выходит «MY KZ, UR BF». Все синглы сопровождались музыкальными клипами. В это время Алекс Нивен покидает группу и на его место приходит Алекс Робертшоу.
В 2010 году коллектив выиграл премию BBC Sound of 2010 и выпустил сингл «Schoolin», который смог достичь 152 места в чартах.

### Man Alive
Дебютный альбом Man Alive был выпущен 30 августа 2010 года и включал в себя все старые синглы и новые песни. Альбом смог занять 17 место в UK Album Chart. Man Alive получил много положительных отзывов от критиков. Так, New Musical Express писал: «новые Пикассо поп-музыки», а BBC Music отметил «яркость» группы.

### Arc
В 2012 Everything Everything начали работать над своим вторым альбомом. Первый сингл «Cough Cough» был выпущен 28 августа 2012 года.
Альбом вышел 14 января 2013 и дебютировал на 5 месте в UK Album Chart. Хиггс отмечал, что новая работа стала проще по сравнению с Man Alive и доносила идеи музыкантов прямо.
The Observer назвал альбом «ещё одним показателем мастерства группы» (another tour de force).
Сингл «Kemosabe» в 2014 году был номинирован на премию Ivor Novello Awards и стал синглом года по версии The Music Producers Guild Awards.

### Get to Heaven
15 февраля 2015 года группа выпустила песню «Distant Past». Зейн Лоу в эфире BBC Radio 1 назвал её «самой громкой записью в мире» (hottest Record in the World).
22 июня вышел сам альбом. Репортёр BBC Entertainment Марк Сэведж писал: «Эбола, пропавшие самолёты, обезглавливания, Брэкcит. Это не самые частые темы для песен, но это то, о чём поют Everything Everything последние годы».

### A Fever Dream
18 августа 2017 года увидел свет очередной альбом группы. Тексты стали ближе к политике, чем раньше: победа Дональда Трампа на выборах в США и Брэкcит повлияли на выбор направления. Работа получила в основном положительные оценки от прессы, набрав 81 балл на Metacritic. В этом же году группа выступила в России на фестивале Пикник «Афиши» вместе с Foals, Kasabian и другими.

## Участники
Текущие:
- Джонатан Хиггс — вокал, клавишные, ритм-гитара (2007 — н.в.)
- Джереми Притчерд — басс-гитара, клавишные, бэк-вокал (2007 — н.в.)
- Майкл Спирмэн — барабаны, бэк-вокал (2007 — н.в.)
- Алекс Робертшоу — ведущая гитара, клавишные, бэк-вокал (2009 — н.в.)

Бывшие:
- Алекс Нивен — ведущая гитара, бэк-вокал (2007—2009)

Сессионные:
- Питер Сене — клавишные и перкуссия (2012 — н.в.)

## Дискография

### Студийные альбомы
| Название                                                     | Дата выхода      | Позиции в чартах | Позиции в чартах | Позиции в чартах | Позиции в чартах | Продажи               | Сертификация    |
| Название                                                     | Дата выхода      | UK               | AUS              | IRL              | SCO              | Продажи               | Сертификация    |
| ------------------------------------------------------------ | ---------------- | ---------------- | ---------------- | ---------------- | ---------------- | --------------------- | --------------- |
| Man Alive                                                    | 27 августа 2010  | 17               | —                | —                | 40               | Великобритания: 60000 | BPI: серебряный |
| Arc                                                          | 14 января 2013   | 5                | —                | 37               | 10               |                       | BPI: серебряный |
| Get to Heaven                                                | 22 июня 2015     | 7                | 29               | 45               | 17               |                       | BPI: серебряный |
| A Fever Dream                                                | 18 августа 2017  | 5                | 68               | 39               | 13               | Великобритания: 20164 |                 |
| RE-ANIMATOR                                                  | 11 сентября 2020 | 5                | —                | 99               | 4                |                       |                 |
| «—» означает, что альбом не попал в чарт или не был выпущен. |                  |                  |                  |                  |                  |                       |                 |

### Синглы
| Название | Год  | Позиции в чартах | Позиции в чартах | Позиции в чартах | Позиции в чартах | Альбом        |
| Название | Год  | UK               | BEL              | MEX              | SCO              | Альбом        |
| --- | ---- | ---------------- | ---------------- | ---------------- | ---------------- | ------------- |
| «Suffragette Suffragette» | 2008 | —                | —                | —                | —                | Man Alive     |
| «Photoshop Handsome» | 2009 | 129              | —                | —                | —                | Man Alive     |
| «My Kz, Ur Bf» | 2009 | 121              | —                | —                | —                | Man Alive     |
| «Schoolin'» | 2010 | 152              | —                | —                | —                | Man Alive     |
| «Cough Cough» | 2012 | 37               | —                | 40               | 49               | Arc           |
| «Kemosabe» | 2013 | 48               | —                | 34               | 65               | Arc           |
| «Duet» | 2013 | —                | —                | —                | —                | Arc           |
| «Don’t Try» | 2013 | —                | —                | —                | —                | Arc           |
| «Distant Past» | 2015 | 88               | 129              | —                | 81               | Get to Heaven |
| «Regret» | 2015 | 119              | 89               | —                | —                | Get to Heaven |
| «Spring / Sun / Winter / Dread» | 2015 | —                | —                | —                | —                | Get to Heaven |
| «No Reptiles» | 2015 | —                | —                | —                | —                | Get to Heaven |
| «Can’t Do» | 2017 | —                | —                | 44               | —                | A Fever Dream |
| «Desire» | 2017 | —                | —                | —                | —                | A Fever Dream |
| «Night of the Long Knives» | 2017 | —-               | —                | —                | —                | A Fever Dream |
| «Breadwinner» | 2018 | —                | —                | —                |                  | A Deeper Sea  |
| «The Mariana» | 2018 | —                | —                | —                | —                | A Deeper Sea  |
| «In Birdsong» | 2020 | —                | —                | —                | —                | Re-Animator   |
| «Arch Enemy» | 2020 | —                | —                | —                | —                | Re-Animator   |
| «Planets» | 2020 | —                | —                | —                | —                | Re-Animator   |
| «Violent Sun» | 2020 | —                | —                | —                | —                | Re-Animator   |
| «SUPERNORMAL» | 2021 | —                | —                | —                | ×                | Supernormal   |
| «Mercury & Me» | 2021 | —                | —                | —                | ×                | Supernormal   |
| «—» означает, что сингл не попал в чарт или не был выпущен. «×» обозначает периоды, когда чарты не существовали или не архивировались. |      |                  |                  |                  |                  |               |